# Simpang Sender
Simpang Sender is een bestuurslaag in het regentschap Ogan Komering Ulu Selatan van de provincie Zuid-Sumatra, Indonesië. Simpang Sender telt 4949 inwoners (volkstelling 2010).